# Parafia Wniebowzięcia Najświętszej Maryi Panny w Kołobrzegu
Parafia pw. Wniebowzięcia Najświętszej Maryi Panny w Kołobrzegu – parafia należąca do dekanatu Kołobrzeg, diecezji koszalińsko-kołobrzeskiej, metropolii szczecińsko-kamieńskiej. Erygowana 11 listopada 1980 r. przez biskupa Ignacego Jeża.

## Miejsca święte

### Kościół parafialny
Bazylika konkatedralna pw. Wniebowzięcia Najświętszej Maryi Panny w Kołobrzegu
Kościołem parafialnym jest konkatedra biskupa koszalińsko-kołobrzeskiego, która miano takie otrzymała w 1972 roku, gdy utworzono diecezję.

### Kościoły filialne i kaplice
- Kościół pw. św. Jana Chrzciciela w Budzistowie[1]
- Kaplica w domu Sióstr Felicjanek w Kołobrzegu[1]
- Kaplica pw. Aniołów Stróżów w Kołobrzegu - kaplica rektoralna w Ośrodku Caritas przy ul. Aniołów Stróżów 1[1]
- Kościół pw. Niepokalanego Poczęcia Najświętszej Maryi Panny w Kołobrzegu - kościół rektoralny Domu Księży Emerytów[1]
- Punkt odprawiania Mszy św. w Bogucinie[1]

## Duszpasterze

### Proboszczowie
| Proboszcz                | Lata posługi w parafii | Uwagi           |
| ks. prałat Józef Słomski | 1980–2008              | ks. prałat      |
| ks. prałat Tadeusz Wilk  | 2008–2010              | ks. prałat      |
| ks. Jerzy Chęciński      | 2010–2018              | ks. kanonik; dr |
| ks. Andrzej Pawłowski    | 2018–                  | ks. kanonik; dr |